# ولسوالی ارگو
اَرگو یکی از ولسوالی‌های ولایت بدخشان در افغانستان است. این ولسوالی در سال ۲۰۰۵ (میلادی) از فیض‌آباد جدا شد. جمعیت این ناحیه نزدیک به ۴۵۰۰۰ نفر اعلام شده‌است.